# Kościół św. Maksymiliana Kolbego w Pionkach
Kościół świętego Maksymiliana Kolbego w Pionkach – rzymskokatolicki kościół parafialny należący do parafii pod tym samym wezwaniem (dekanat pionkowski diecezji radomskiej).
Jest to świątynia wzniesiona w latach 1985–1988 według projektu radomskiego architekta Zygmunta Koczonia, dzięki staraniom księdza Wacława Krzysztofika, proboszcza parafii pod wezwaniem św. Barbary w Pionkach. W dniu 1 maja 1985 roku biskup Stanisław Sygnet poświęcił nową świątynię. Kościół został wybudowany z czerwonej cegły.